# 주름입술자유꼬리박쥐
주름입술자유꼬리박쥐(Chaerephon plicatus)는 큰귀박쥐과에 속하는 박쥐의 일종이다. 방글라데시와 부탄, 캄보디아, 중국, 코코스 제도, 인도, 인도네시아, 라오스, 말레이시아, 미얀마, 네팔, 필리핀, 스리랑카, 타이, 베트남에서 발견된다.